# Das Testament
Das Testament är det första musikalbumet av den tyska gruppen E Nomine.

## Normal CD
1. Am Anfang war... Die Schöpfung
2. Vater Unser
3. E Nomine (Pontius Pilatus)
4. Die 10 Gebote
5. Das Abendmahl
6. Die Sintflut
7. Himmel & Hölle
8. Der Fürst der Finsternis
9. Bibelworte des Allmächtigen
10. Die Posaunen von Jericho
11. Ave Maria
12. Psalm 23
13. Hallelujah
14. Gott tanzte

## Digitally Remastered Version
1. Am Anfang war... Die Schöpfung
2. Vater Unser
3. Das Geständnis
4. E Nomine (Denn sie wissen nicht was sie tun)
5. Die Stimme des Herrn
6. Die 10 Gebote
7. Der Verrat
8. Das Abendmahl
9. Vergeltung
10. Die Sintflut
11. Die Entscheidung
12. Himmel & Hölle
13. Garten Eden
14. Der Fürst der Finsternis
15. Die Mahnung
16. Bibelworte des Allmächtigen
17. Rückkehr aus Ägypten
18. Die Posaunen von Jericho
19. Empfängnis
20. Ave Maria
21. Der Herr ist mein Hirte
22. Psalm 23
23. Die Vorsehung
24. Der Befehl des König Herodes
25. Himmelfahrt
26. Per L'Eternita
27. Lord's Prayer (Englische Version von Vater Unser)